# Leptonectidae
Los leptonéctidos (Leptonectidae) son una familia extinta que contiene cuatro géneros reconocidos de ictiosaurios. Eran reptiles marinos de tamaño pequeño a medianos, que se caracterizan principalmente por sus hocicos sumamente alargados y delgados, muy similares a los de los modernos peces espada, que pudieron haber sido usados como un arma, atacando con ellos a los cardúmenes de peces.